# Guillaume de Melun
Guillaume de Melun (dt. auch Wilhelm von Melun), genannt „der Zimmermann“ (le Charpentier, * um 1042; † nach 1100) war ein französischer Reconquistador und Kreuzfahrer.
Sein Beiname soll auf seine enorme Körperkraft zurückgehen – er habe die Schilde und Waffen seiner Feinde mit seinen Schlägen zertrümmern können.

## Herkunft
Die Abstammung Wilhelms ist nicht eindeutig gesichert. Vermutlich war der Sohn des Vizegrafen von Melun. Er gehörte jedenfalls der Adelsfamilie Melun an. Robert der Mönch bezeichnet ihn in seiner Historia Iherosolimitana als mit dem Grafen Hugo von Vermandois verwandt. Die 1086 im Domesday Book genannten Landbesitzer „Melun“ und „Carpenter“ sollen zu seinen Nachkommen gehören.

## Leben
1084 wird Wilhelm als Zeuge in einer Urkunde genannt, in der König Philipp I. von Frankreich der Abtei von Melun Privilegien erließ.
Im Jahr 1085 kämpfte Wilhelm in der spanischen Reconquista bei der Belagerung von Toledo. Aber noch bevor die Stadt eingenommen wurde, setzte er sich in die französische Heimat ab. Der Ruf eines Deserteurs eilte ihm seitdem voraus, noch Bohemund von Tarent soll davon gewusst haben.
Im Jahr 1096 taucht Wilhelm als Teilnehmer des Ersten Kreuzzuges wieder auf. Zunächst aber gehörte er zu der Bande um den Grafen Emicho, die hauptverantwortlich für die Pogrome gegen die Juden des Rheinlandes war. Wilhelm überfiel dabei am 3. Mai 1096 Speyer, wo er zwölf Juden erschlug, bis der Bischof von Speyer Johannes I. einschritt und den Juden eine sichere Zuflucht gewährte. Mit Emicho zog Wilhelm bis an die Grenze Ungarns weiter, wo sie von den Truppen des Königs Koloman aufgerieben wurden (siehe: Judenverfolgungen zur Zeit des Ersten Kreuzzugs). Während Emicho in seine deutsche Heimat zurückkehrte, schloss sich Wilhelm dem gerade durch Italien ziehenden Kontingent des Grafen Hugo von Vermandois an, das von Bari aus in das byzantinische Dyrrhachion übersetzte und wenig später Konstantinopel erreichte.
Wilhelm machte den Kreuzzug durch Kleinasien mit, bis zur Belagerung von Antiochia. Unter dem Eindruck einer im Heer um sich greifenden Hungersnot und der Erwartung eines sarazenischen Entsatzheers unter dem Atabeg Kerboga entschloss sich Wilhelm im Februar 1098, zusammen mit Peter von Amiens, sich vom Heer abzusetzen. Bei dieser erneuten Desertion nahm er sich ein Beispiel an dem Grafen Stephan von Blois. Im Gegensatz zu dem Grafen wurden Wilhelm und Peter aber vom Normannen Tankred gefangen. Wilhelm musste eine ganze Nacht im Zelt des Bohemund von Tarent stehen, der ihm vorwarf, die Kriegerehre der Franken verletzt zu haben. Wilhelm, der schwor sein Kreuzzugsgelübde zu erfüllen, soll sich angeblich bei einer späteren Gelegenheit abgesetzt haben. Allerdings wird bei den Kämpfen um Jaffa im Jahr 1100 im Heer des Gottfried von Bouillon ein Ritter namens Guilaume Carpintarius genannt, der womöglich mit Wilhelm identisch ist.